# Estación Puerto
Estación Puerto o simplemente Puerto es una estación ferroviaria y centro comercial de la ciudad de Valparaíso. Fue Inaugurada en 1876, (actual edificio es de 1937), es la estación principal del Tren Limache-Puerto. Se encuentra continua a la Plaza Sotomayor, Muelle Prat y al Barrio Cívico de la Capital Regional.

## Historia
La estación fue originalmente creada para ser parte del Ferrocarril de Valparaíso a Santiago, siendo su estación terminal hasta el cierre de la línea en 1986. El 20 de enero de 1937 fue inaugurada la edificación que alberga a la estación hasta la actualidad.
El terremoto del 8 de julio de 1971 generó daños en las marquesinas y la torre del edificio de la estación.
Presta servicios al Tren Limache-Puerto, que fue inaugurado el 23 de noviembre de 2005, y se encuentra antecedida por la estación Bellavista.

## Entorno

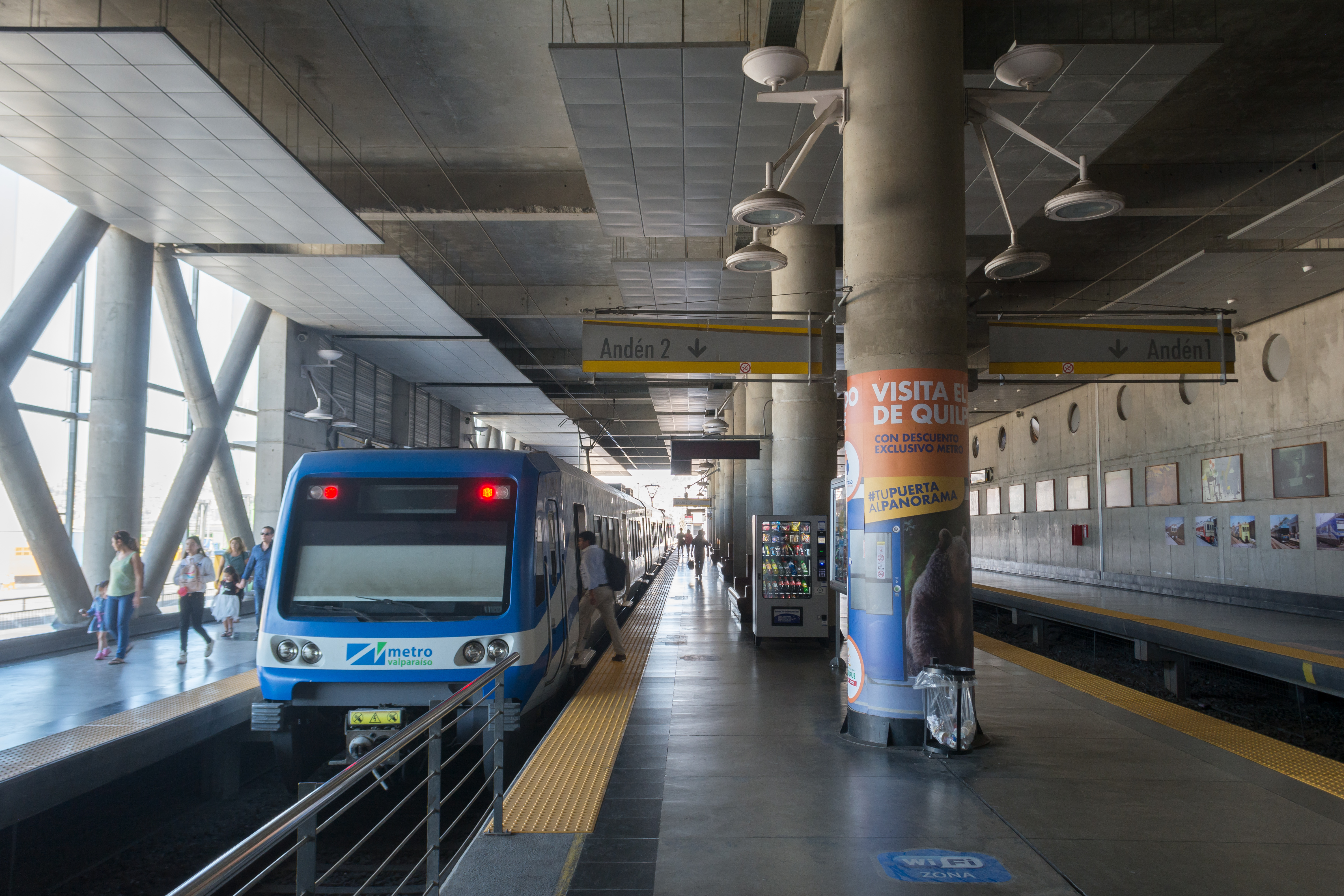
Andenes de la estación.

En su entorno se encuentra la Plaza Sotomayor, con el monumento dedicado a los héroes del Combate Naval de Iquique, el Ministerio de las Culturas, las Artes y el Patrimonio, el edificio Luis Cousiño, la Segunda Compañía de Bomberos de Valparaíso, la Comandancia del Cuerpo de Bomberos de Valparaíso y el Hotel Reina Victoria. Diversas cafeterías y heladerías como Starbucks y Grido. Además está la entrada al Terminal Norte del puerto de Valparaíso.

### Centro comercial Paseo del Puerto
Desde 2011, la estación cuenta con un centro comercial que cuenta con patio de comidas, edificios de oficinas, el Acuario Valparaíso, un hotel de la cadena francesa Accor con la marca de hotel Ibis, además de un supermercado Unimarc, una sede del Instituto Profesional AIEP, un minimarket Oxxo y un gimnasio Sportlife.

## Origen etimológico
El nombre de la estación deriva del Puerto de Valparaíso, cuyo acceso al Muelle Prat se encuentra inmediatamente al norte de la estación.